# ホクレン商事
株式会社ホクレン商事（ホクレンしょうじ）は、ホクレン農業協同組合連合会の子会社として1965年7月2日に設立（設立時の名称は株式会社ホクレンマーケット）。2008年4月1日に、ホクレン商事と「エーコープ道央」「エーコープ旭川」「エーコープ道東」が合併し、ホクレン商事が存続会社となる。本社は北海道札幌市北区、資本金5億円、従業員数3497名（うち社員572名）、売上高約700億円（4社合併前を合算）。

## 事業内容
店舗事業本部（ホクレンショップ北49条店内）、総合推進企画室、管理本部、リース事業本部、営業事業本部の5部門に分かれ、スーパーマーケット78店舗の経営が中心的な事業である。他に北海道産の米、肉、野菜などの食品卸売業、各種保険代理店業務・リース業務等がある。最近では単位農協や取引先企業の水道料金、電気料金などの経費削減業務や自社所有ビルを利用した駐車場の経営など多角的な経営を行っている。2017年7月には新聞報道により、LGBT対する取り組みを実施していると公表した。研修会などを実施。

## 事業所
出典:
- 本社 - 札幌市北区北7条西1丁目2-6
- 店舗本部 - 札幌市東区北49条東15丁目723-1
- 東京支店 - 東京都千代田区東神田2丁目9-5
- 帯広営業所 - 河西郡芽室町東めむろ3条南1丁目1-1-1-3 エーコープめむろ店内
- 北見営業所 - 北見市端野町3区483-17 エーコープたんの店内
- 富良野営業所 - 富良野市新富町2-5 ホクレンショップFoodFarmふらのフォーレスト店内

### 業態
- ホクレンショップ・エーコープ（スーパーマーケット） - 78店舗
  - 旧ホクレン商事24店舗、旧エーコープ道央4店舗、旧エーコープ旭川33店舗、旧エーコープ道東17店舗
  - 札幌市手稲区にてショッピングセンター「パワーセンターコムス」を運営

- シャトレーゼ（菓子店） - 7店舗（インストア店舗含む）
- ドリーム・パーキング（駐車場）

### 店舗一覧
出典:

### 札幌市内
ホクレンショップ
- FoodFarm49条店 - 札幌市東区北49条東15丁目723-1
- FoodFarm屯田8条店 - 札幌市北区屯田8条10丁目6-1
- FoodFarm平岡公園通り店 - 札幌市清田区里塚緑ヶ丘5丁目1-10
- FoodFarm中ノ沢店 - 札幌市南区中ノ沢2丁目2
- 前田店 - 札幌市手稲区前田6条15丁目3-30
- FoodFarm新発寒店 - 札幌市手稲区新発寒4条1丁目1-60

#### 江別市内
ホクレンショップ
- ゆめみ野店 - 江別市ゆめみ野東町2
- 元江別店 - 江別市元江別本町1-3
- FoodFarm大麻北町店 - 江別市大麻北町519-2

#### 石狩・後志圏内
ホクレンショップ
- FoodFarm朝里店 - 小樽市新光2丁目1-5
- 新しのつ店 - 石狩郡新篠津村第47線北11
- FoodFarm東郊店 - 千歳市東郊2丁目7

#### 渡島圏内
エーコープ
- やくも店 - 二海郡八雲町本町125

ホクレンショップ
- FoodFarm函館昭和店 - 函館市昭和1丁目29-2
- 森店 - 茅部郡森町字森川町228-18

#### 胆振・日高圏内
ホクレンショップ
- FoodFarmルシナ店 - 沙流郡日高町富川北4丁目1-2
JAびらとりが運営していたAコープとみかわルシナ店の営業を引き継ぎ、2024年11月1日に開店した[4]。富川エリア初出店となるダイソーも出店した[5]。
- FoodFarm苫小牧しらかば店 - 苫小牧市しらかば町2丁目1-15
- 沼ノ端店 - 苫小牧市沼ノ端中央3丁目3-12
2007年8月に「豊月」の店舗（フードD）移転後の跡地に居抜き出店したものの、2013年4月1月より建物の建て替えのため休業[6]。同年12月5日に再開業[7]。
- 苫小牧店 - 苫小牧市柳町4丁目5-35

#### 空知圏内
エーコープ
- ないえ店 - 空知郡奈井江町字奈井江町55
- 新すながわ店 - 砂川市東1条南1丁目1-20
- なんぽろ店 - 空知郡南幌町栄町1丁目3-3
- 幌加内店 - 雨竜郡幌加内町字幌加内1299
- 秩父別店 - 雨竜郡秩父別町1298-8

ホクレンショップ
- イチヤン店 - 深川市北光町1丁目10-15
- 由仁店 - 夕張郡由仁町本町151

### 上川圏内
エーコープ
- 南ふらの店 - 空知郡南富良野町字幾寅979
- 春日店 - 富良野市春日町6-1

ホクレンショップ
- FoodFarmふらのフォーレスト店 - 富良野市新富町2-5
- ホクレンショップびえい店 - 上川郡美瑛町中町2丁目6-32
- ひがしかわ店 - 上川郡東川町南町1丁目5-1
- わっさむ店 - 上川郡和寒町南町36
- 当麻店 - 上川郡当麻町4条東3丁目4-71
- 忠和店 - 旭川市忠和5条5丁目1-26
- 春光台店 - 旭川市春光台3条3丁目8-22
- 東光店 - 旭川市東光11条4丁目
- 東神楽店 - 上川郡東神楽町北1条西1丁目

#### 留萌・宗谷圏内
ホクレンショップ
- FoodFarm羽幌店 - 苫前郡羽幌町栄町112-1

### 十勝・根室圏内
エーコープ
- おとふけ店 - 河東郡音更町大通5丁目1
- エーコープみかげ店 - 上川郡清水町御影東1条1丁目
- エーコープめむろ店 - 河西郡芽室町東めむろ3条南1丁目1-1-1-3
- エーコープりくべつ店 - 足寄郡陸別町字陸別128

ホクレンショップ
- 根室店 - 根室市西浜町8丁目94-1

#### 網走圏内
エーコープ
- おけと店 - 常呂郡置戸町字置戸46
- きよさと店 - 斜里郡清里町羽衣町3
- こしみず店 -斜里郡小清水町南町1丁目5-32
- しゃり店 - 斜里郡斜里町青葉町33-1
- たんの店 - 北見市端野町三区483-17
- るべしべ店 - 北見市留辺蘂町仲町55
- 東もこと店 - 北海道網走郡大空町東藻琴75

## 閉店した店舗
参照:
- ホクレンマーケット西野店(札幌市西区)　- 1976年1月閉店
- ホクレンショップ東店　- 1992年5月閉店
- ホクレンショップ北町店　- 1996年3月閉店
- ホクレンショップ扇町店　- 1994年8月閉店
- ホクレンショップもみじ台店(札幌市厚別区)　- 1996年2月閉店
- ホクレンショップ美園店(札幌市豊平区)　- 1998年3月閉店
- エーコープ南町店　- 1999年8月閉店
- グリーンプラザホクレン真駒内店(札幌市南区)　- 2000年8月閉店
- ホクレンショップ浦河店（浦河町） - 2007年5月閉店
- 生活応援館プライス北野店（札幌市清田区） - 2007年7月閉店
- ホクレンショップ篠路店（札幌市北区） - 2008年2月閉店
- 生活応援館プライス栄町店（札幌市東区） - 2008年2月閉店
- ホクレンショップ副港店（稚内市） - 2008年9月閉店
- ホクレンショップ士別店（士別市） - 2008年9月閉店
- エーコープ音江店（深川市） - 2009年3月閉店
- エーコープ多度志店（深川市） - 2009年3月閉店
- ホクレンショップ祝梅店（千歳市） - 2010年6月閉店
- 生活応援館プライス里塚店（札幌市清田区） - 2010年10月閉店
- ホクレンショップ緑が丘店（旭川市） - 2011年9月30日閉店[9]
- ホクレンショップ屯田店（札幌市北区） - 2011年11月閉店
- ホクレンショップひばりが丘店（札幌市厚別区） - 2012年1月29日閉店[10]。撤退後はツルハドラッグひばりが丘店が居抜き出店。
- エーコープ神楽岡店（旭川市） - 2012年3月閉店
- ハッピー100千代田店（旭川市） - 2012年9月閉店。解体後に魚べい旭川東光店が出店
- 生活応援館プライス南22条店（札幌市中央区） - 2013年3月24日閉店[11]。解体後に伊予製麺石山通店が出店。
- エーコープウイズ店（上富良野町） - 2013年3月24日閉店[11]。撤退後はツルハドラッグ上富良野旭町店が出店。
- ホクレンショップ北部店（旭川市） - 2015年1月30日閉店[12]。撤退後、サッポロドラッグストアー旭川花咲町店を経てセカンドストリート旭川花咲店が出店。
- 生活応援館プライス大麻店（江別市） - 2015年3月22日閉店[13]
- ホクレンショップ栗山店（栗山町） - 2015年3月22日閉店[14]。撤退後はサツドラ栗山店が出店。
- エーコープ食彩ガーデントマコマイ店（苫小牧市） - 2015年6月21日閉店[15]
- エーコープなかふらの店（中富良野町） - 2016年2月12日閉店[16]。撤退後はDa＊マルシェ中富良野店が出店。
- エーコープむろらんウエスト店（室蘭市） - 2016年3月閉店。撤退後はツルハドラッグ室蘭築地店が出店。
- ホクレンショップ七飯店（七飯町） - 2016年8月21日閉店[17]。撤退後はスーパーアークス七飯サウス（道南ラルズ運営）が出店。
- エーコープ納内店（深川市） - 2016年9月24日閉店[18]
- ホクレンショップ稚内店（稚内市） - 2017年5月21日閉店[19]。撤退後はサツドラ稚内ララプラザ店が出店。
- ホクレンショップ豊岡店（旭川市） - 2017年9月15日閉店[20]。撤退後、ダイイチ豊岡店を経てスーパーアークス豊岡3条（道北アークス運営）が出店。
- エーコープ北竜店（北竜町） - 2017年11月閉店
- ホクレンショップ新琴似店（札幌市北区） - 2018年5月15日閉店[21]。撤退後はスーパーアークス新琴似店（ラルズ運営）が出店。
- エーコープあさひ店（富良野市） - 2018年12月31日閉店[22]。撤退後はラルズマート富良野あさひ店（道北アークス運営）が出店。
- Aマート深川店（深川市） - 2019年9月23日閉店[23]
- ホクレンFoodFarm東苗穂店（札幌市東区） - 2020年9月18日閉店[24]。撤退後はスーパーアークス東苗穂店（ラルズ運営）が出店。
- エーコープおんねゆ店（北見市） - 2020年10月24日閉店[25]
- エーコープあいのない店（北見市） - 2020年10月24日閉店[25]
- エーコープしんとく店（新得町） - 2020年10月24日閉店[25]
- エーコープくんねっぷ店（訓子府町） - 2020年11月21日閉店[26]
- エーコープ食彩館すまいる432（清水町） - 2021年2月20日閉店[27]。撤退後はサツドラ十勝清水店が出店。
- エーコープうらほろ店（浦幌町） - 2022年2月15日閉店[28]
- エーコープ雨竜店（雨竜町） - 2022年3月15日閉店[29]